# Санта Виторија (Сасари)
Санта Виторија је насеље у Италији у округу Сасари, региону Сардинија.
Према процени из 2011. у насељу је живело 115 становника. Насеље се налази на надморској висини од 453 м.